# Anelytra spinia
Anelytra spinia är en insektsart som beskrevs av Shi, F-m. och Jiang-Ping Qiu 2009. Anelytra spinia ingår i släktet Anelytra och familjen vårtbitare. Inga underarter finns listade i Catalogue of Life.